# Дублинский сельсовет
Дублинский сельсовет (бел. Дублiнскi сельсавет; до 2005 года — Сперижский сельсовет) — упразднённая административная единица на территории Брагинского района Гомельской области Белоруссии.

## История
Образован как Сперижский сельсовет 8 декабря 1926 года. 18 марта 2005 года переименован в Дублинский сельсовет.
20 января 2005 года упразднены деревни Петьковщина, Круг-Рудка, Ясменцы и посёлок Рафалов.
С 29 ноября 2005 года исключена деревня Михалов из данных по учёту административно-территориальных и территориальных единиц.
В 2006 году Дублинский сельсовет упразднён, его населённые пункты включены в состав Чемерисского сельсовета.

## Состав
Дублинский сельсовет включал 12 населённых пунктов:
- Волоховщина — деревня
- Глуховичи — деревня
- Дублин — деревня
- Дубровка — посёлок
- Ильичи — деревня
- Козелужцы — деревня
- Ленинец — посёлок
- Нудичи — деревня
- Рафалов — деревня
- Сперижье — деревня
- Старые Юрковичи — деревня
- Ясени — деревня

Упразднённые населённые пункты:
- Круг-Рудка — деревня
- Михалов — деревня[2]
- Петьковщина — деревня
- Рафалов — посёлок
- Ясменцы — деревня